# Atanazy V (syryjsko-prawosławny patriarcha Antiochii)
Atanazy V (ur. ?, zm. ?) – w latach 1058–1063 69. syryjsko-prawosławny Patriarcha Antiochii. 